# Louis-Bertrand Castel
Louis-Bertrand Castel (* 5. November 1688 in Montpellier; † 11. Januar 1757 in Paris) war ein französischer Jesuit und Mathematiker.

## Leben
Castel wurde als Sohn eines Arztes in Montpellier geboren. Er besuchte die Jesuitenschule in Toulouse, trat 1703 in den Orden ein und absolvierte dort ein Studium der alten Sprachen, der Mathematik und der Philosophie. Zunächst unterrichtete er an den Collegien der Jesuiten in Toulouse, Clermont, Aubenas, Pamiers und Cahors. Sein Wunsch, als Missionar nach China zu gehen, wurde abgelehnt, stattdessen berief ihn Pater Tournemine 1720 als Lehrer an das renommierte Collège Louis-le-Grand nach Paris. Von 1720 bis 1745 gehörte er zu den Herausgebern des Journal de Trévoux, des wissenschaftlichen Organs der Jesuiten. Nachdem er mehrere Abhandlungen zur Mathematik und Physik veröffentlicht hatte, die ihn in den gelehrten Zirkeln Europas bekannt machten, wurde er 1730 in die Royal Society in London aufgenommen, 1746 in die Académie de Bordeaux, sowie 1748 in die Académie de Rouen und in die Société royale in Lyon.

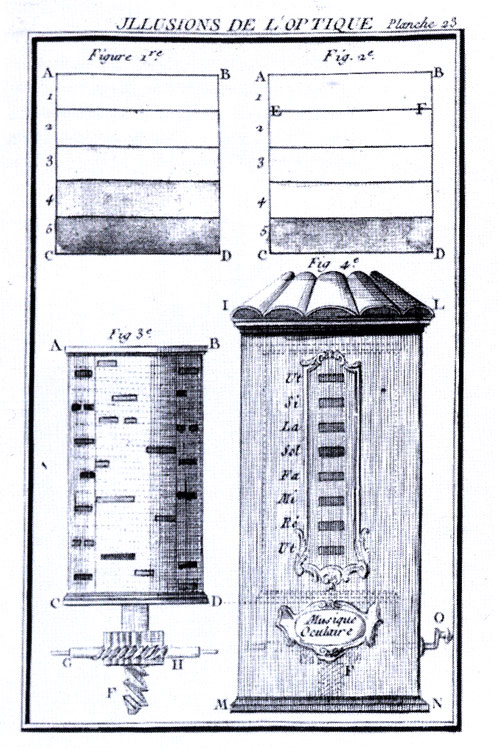
Castel: Musique oculaire. Stich aus: Edme-Gilles Guyot: Nouvelles récréations physiques et mathématiques, Paris 1770

In Fragen der Mechanik war er Anhänger des Cartesianismus, die Naturgesetze sollten für ihn rational ableitbar sein. Isaac Newtons Beharren auf dem Primat der Beobachtung schrieb er einem atheistischen Materialismus zu und versuchte, die Newtonsche Mechanik mithilfe teils absurder Verdrehungen seiner Beweise zu widerlegen. Damit wurde er kurzzeitig einer der prominentesten Gegner des Newtonschen Systems. Zuletzt scheint sich Hegel in seiner irrigen Kritik an der Newtonschen Mechanik auf Castel gestützt zu haben.
Bekannt wurde Castel vor allem durch seine Farbenlehre, L’Optique des couleurs (1740, deutsche Übersetzung 1747), in der er u. a. als Farbmodell (in Opposition zu Newton) einen zwölfteiligen Farbenkreis empfahl, und ferner durch das von ihm ab 1725 theoretisch entwickelte Augenklavier bzw. Farbenklavier, das optische und akustische Effekte koppelte. Jeder Note der chromatischen Tonleiter ordnete er eine Farbe zu:
Do = blau; Do# = hellgrün; Ré = grün; Ré# = oliv; Mi = gelb; Fa = fauve; Fa# = inkarnat; Sol = rot; Sol# = rosa; La = violett; La# = achat (braun); Si = grau; Do = blau.
Erst gegen Ende seines Lebens wurden auch entsprechende Instrumente gebaut. Diderot, der Castel schätzte, berichtet in seiner Lettre sur les sourds et muets (Brief über die Taubstummen, 1751) von der Vorführung eines solchen Instruments.

## Schriften

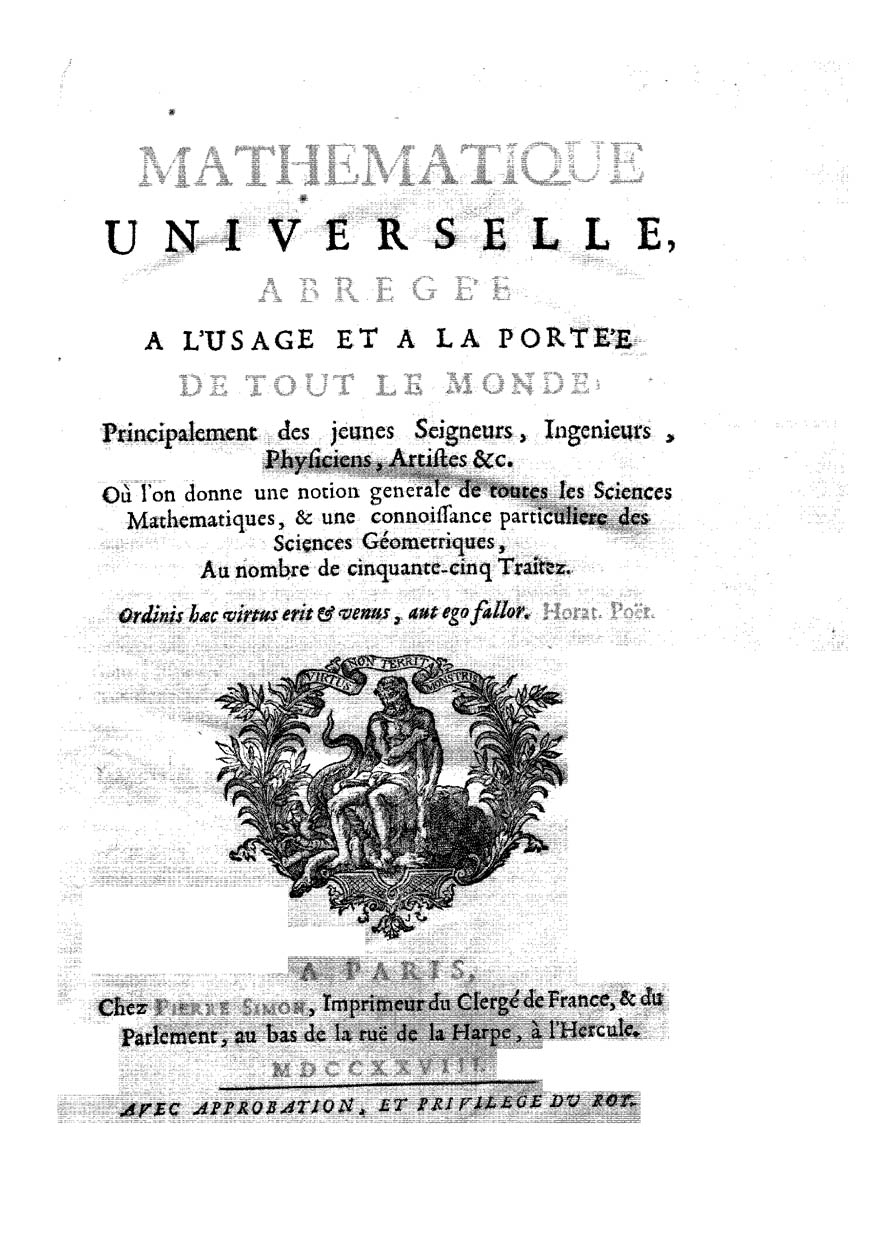
Mathématique universelle abregée à l’usage et à la portée de tout le monde, 1728

- Traité de physique sur la pesanteur universelle des corps. 1724.
- Mathématique universelle. 1728.
- L’Optique des couleurs. 1740.
- Le vrai système de physique générale de M. Isaac Newton, exposé et analysé en parallele avec celui de Descartes. 1743